# Leichtathletik-Weltmeisterschaften 2011/Kugelstoßen der Männer

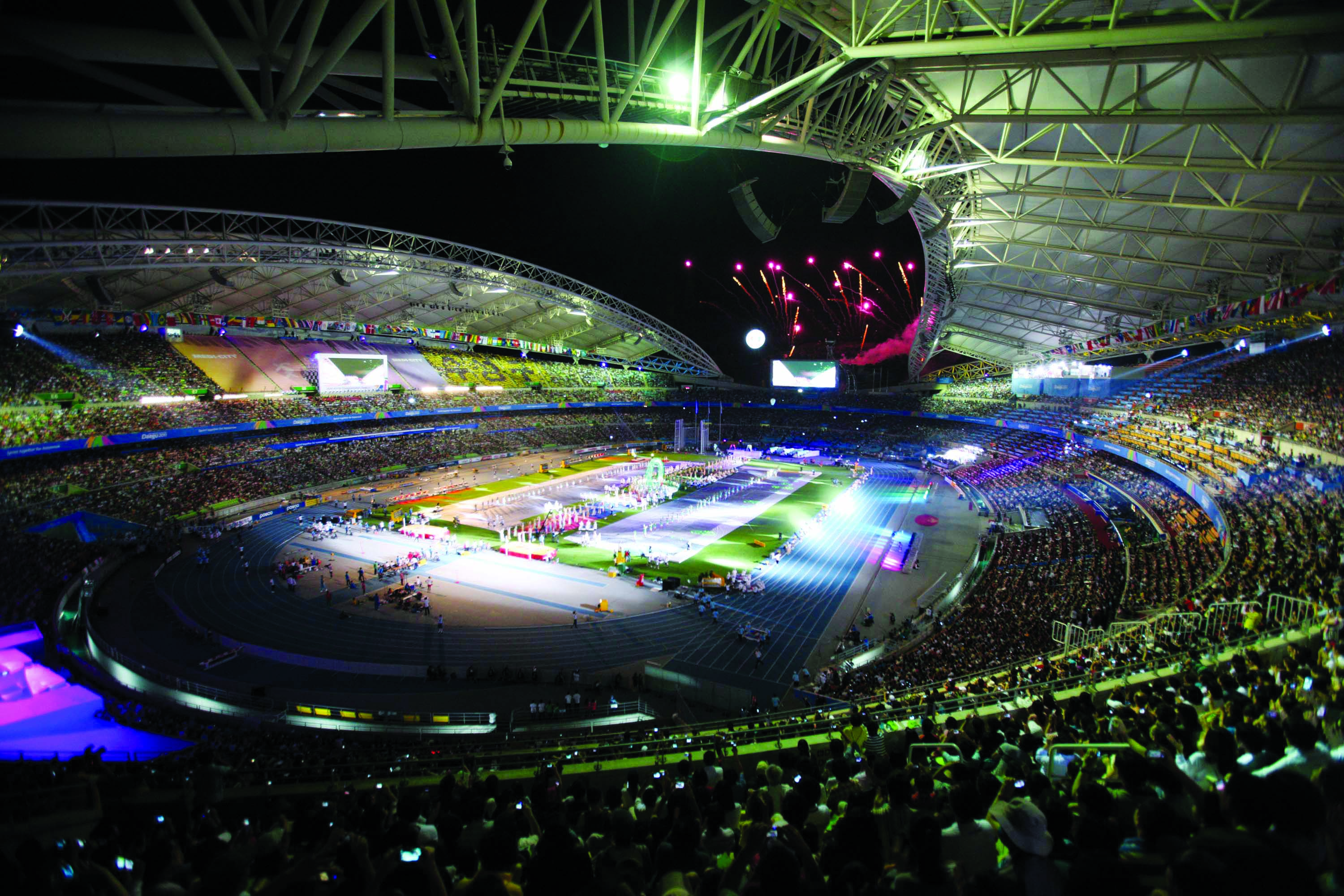
Das Daegu-Stadion im Jahr 2010

Das Kugelstoßen der Männer bei den Leichtathletik-Weltmeisterschaften 2011 wurde am 1. und 2. September 2011 im Daegu-Stadion der südkoreanischen Stadt Daegu ausgetragen.
Weltmeister wurde der Deutsche David Storl. Rang zwei belegte der kanadische Olympiadritte von 2008 Dylan Armstrong. Bronze errang der US-amerikanische Titelverteidiger und Olympiazweite von 2008 Christian Cantwell.

## Bestehende Rekorde
| Weltrekord               | 23,12 m | Randy Barnes   | Los Angeles, USA        | 20. Mai 1990    |
| Weltmeisterschaftsrekord | 22,23 m | Werner Günthör | WM 1987 in Rom, Italien | 29. August 1987 |

Der bereits seit 1987 bestehende WM-Rekord blieb auch bei diesen Weltmeisterschaften ungefährdet. Dem deutschen Weltmeister David Storl fehlten im Finale mit seinem Siegesstoß 45 Zentimeter.

## Doping
- Andrej Michnewitsch, Belarus, zunächst Dritter. Er wurde wegen wiederholter Verstöße gegen die Antidopingbestimmungen schließlich lebenslang gesperrt. Die Sperre erfolgte im Jahr 2013 aufgrund von Nachtests der Weltmeisterschaften 2005 und galt rückwirkend vom 26. Dezember 2012 an. Alle seit den Weltmeisterschaften 2005 erzielten Resultate des Athleten wurden gestrichen.[2]
- Andrij Semenow, Ukraine, in der Qualifikation ausgeschieden. Ein im Jahr 2019 vorgenommener Nachtest seiner Proben von diesen Weltmeisterschaften war positiv. Semenov hatte das unerlaubte Mittel Turinabol eingesetzt. Gegen ihn wurde eine zweijährige Sperre bis 2021 verhängt. Alle seine vom 22. August 2011 bis 22. August 2013 erzielten Resultate wurden gestrichen.[3]

Leidtragende waren in erster Linie drei Athleten. Zwei von ihnen wurden um weitere Chancen im Finale beziehungsweise um die Finalteilnahme gebracht. Ein dritter Sportler erhielt seine Medaille erst nach mehrjähriger Verspätung. Unter Zugrundelegung der Resultate waren dies:
- Christian Cantwell, USA – Er erhielt seine Bronzemedaille erst nach zwei Jahren und konnte nicht an der Siegerehrung teilnehmen.
- Tomasz Majewski, Polen – Ihm hätten im Finale als achtplatzierter Teilnehmer drei weitere Versuche zugestanden.
- Marco Schmidt, Deutschland – Er hätte als zwölftplatzierter Teilnehmer aus der Qualifikation am Finale teilnehmen können.

## Legende
Kurze Übersicht zur Bedeutung der Symbolik – so üblicherweise auch in sonstigen Veröffentlichungen verwendet:
| – | verzichtet |
| x | ungültig   |

## Qualifikation
1. September 2011, 10:00 Uhr
27 Teilnehmer traten in zwei Gruppen zur Qualifikationsrunde an. Die Qualifikationsweite für den direkten Finaleinzug betrug 20,60 m. Sieben Athleten übertrafen diese Marke (hellblau unterlegt). Das Finalfeld wurde mit den fünf nächstplatzierten Sportlern auf zwölf Werfer aufgefüllt (hellgrün unterlegt). So mussten schließlich 20,14 m für die Finalteilnahme erbracht werden.

### Gruppe A

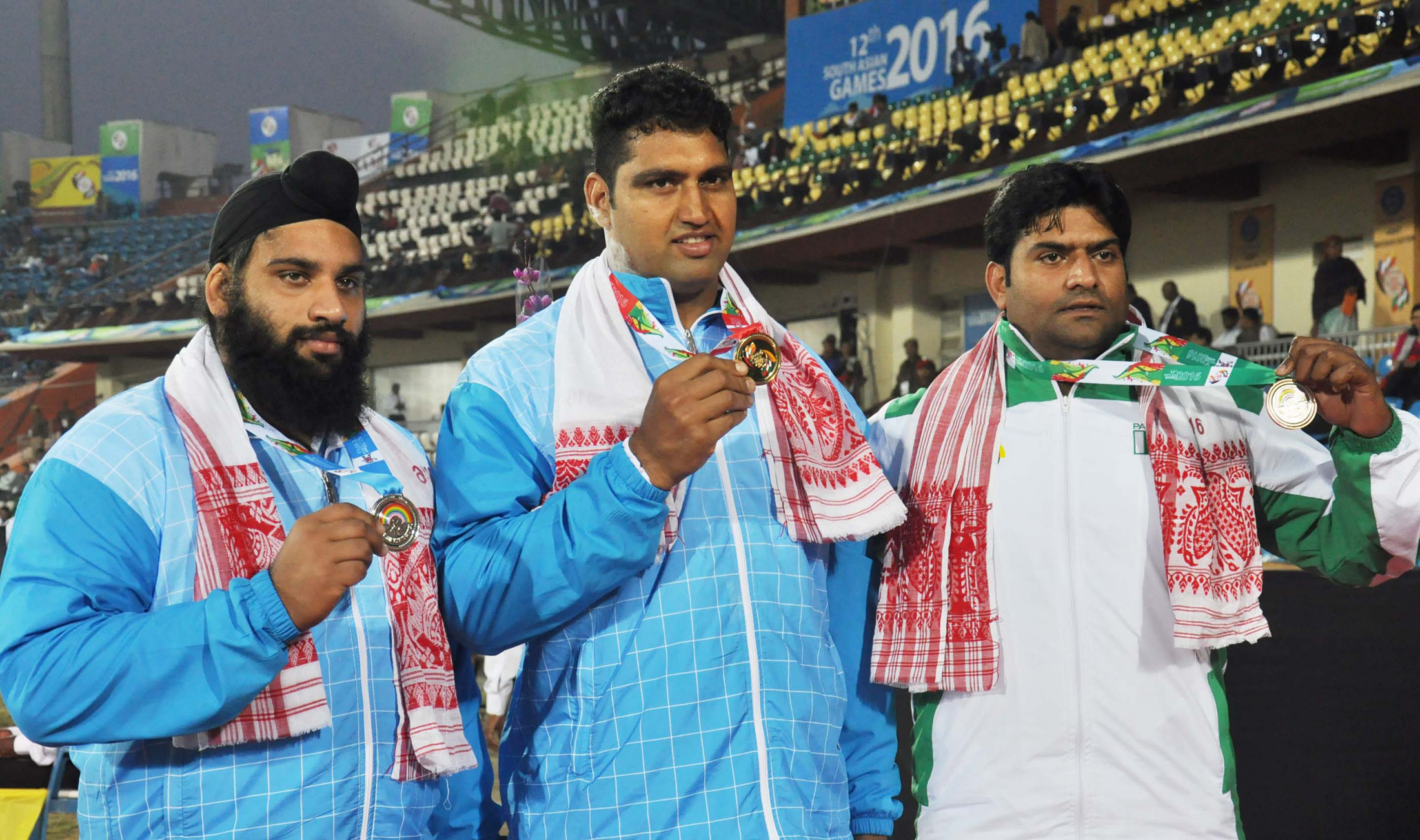
Om Prakash Karhana (Mitte) schied als Zehnter der Qualifikationsgruppe A mit 19,29 m aus

| Platz | Name                | Nation      | Resultat (m) | 1. Versuch (m) | 2. Versuch (m) | 3. Versuch (m) | Anmerkung                 |
| 1     | David Storl         | Deutschland | 21,50        | x              | 21,50          | –              |                           |
| 2     | Ryan Whiting        | USA         | 20,77        | 20,40          | 20,77          | –              |                           |
| 3     | Tomasz Majewski     | Polen       | 20,73        | 20,73          | –              | –              |                           |
| 4     | Ralf Bartels        | Deutschland | 20,45        | 20,45          | x              | 20,04          |                           |
| 5     | Adam Nelson         | USA         | 20,23        | 20,23          | x              | x              |                           |
| 6     | Asmir Kolašinac     | Serbien     | 20,14        | 19,58          | 20,08          | 20,14          |                           |
| 7     | Kim Christensen     | Dänemark    | 19,74        | 19,02          | 19,40          | 19,74          |                           |
| 8     | Jan Marcell         | Tschechien  | 19,51        | 19,51          | x              | 19,46          |                           |
| 9     | Germán Lauro        | Argentinien | 19,50        | 19,50          | 19,45          | x              |                           |
| 10    | Om Prakash Karhana  | Indien      | 19,29        | 19,29          | 19,06          | x              |                           |
| 11    | Borja Vivas         | Spanien     | 18,37        | 18,37          | x              | 18,22          |                           |
| 12    | Hwang In-sung       | Südkorea    | 17,75        | 17,75          | 17,62          | x              |                           |
| DOP   | Andrej Michnewitsch | Belarus     | 20,79        | 20,79          | –              | –              | für das Finale zugelassen |
| DOP   | Andrij Semenow      | Ukraine     | 19,45        | x              | x              | 19,45          |                           |

### Gruppe B

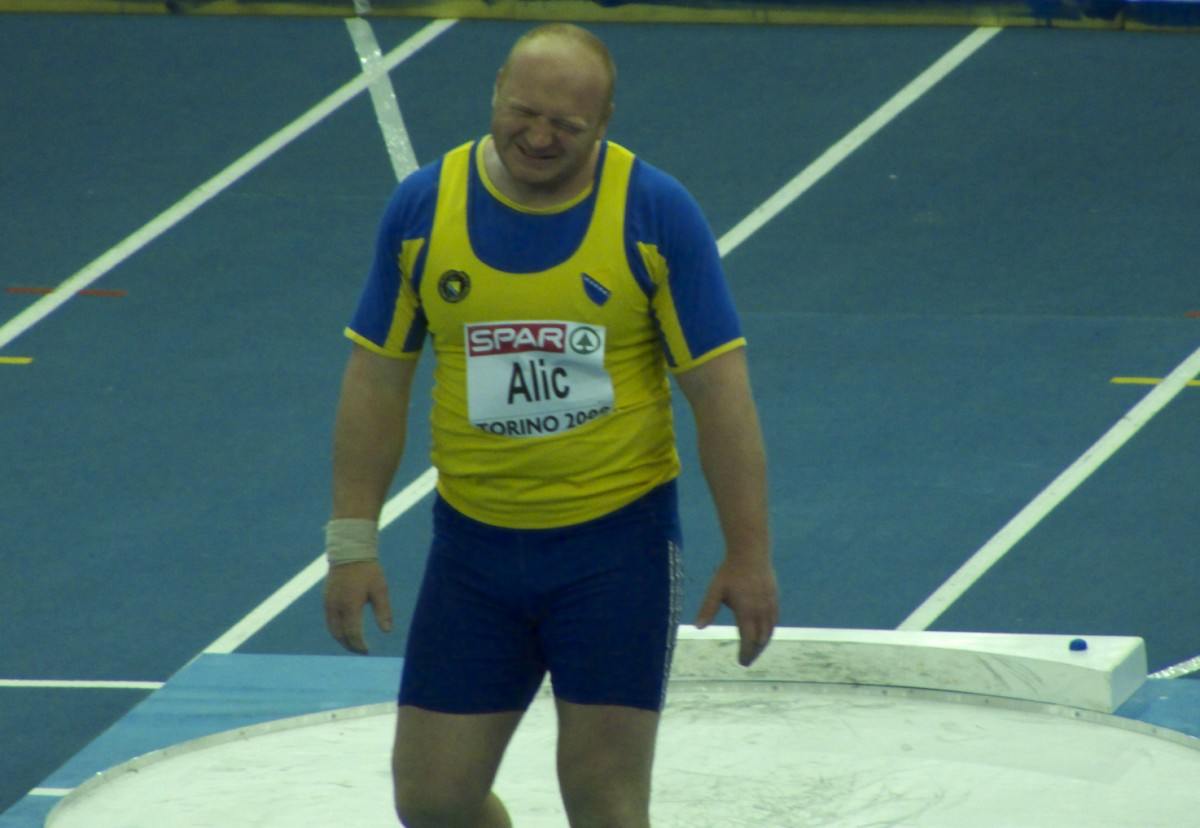
Hamza Alić Rang zehn mit 19,70 m
Chang Ming-huang Rang elf mit 19,60 m
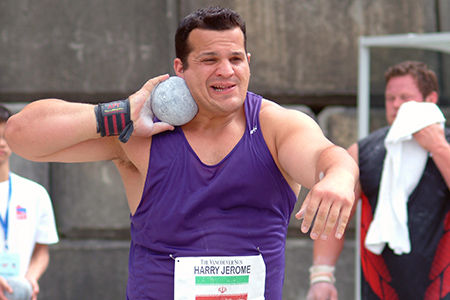
Amin Nikfar Rang zwölf mit 18,69 m

| Platz | Name               | Nation                  | Resultat (m) | 1. Versuch (m) | 2. Versuch (m) | 3. Versuch (m) | Anmerkung                              |
| 1     | Dylan Armstrong    | Kanada                  | 21,05        | 20,52          | 21,05          | –              |                                        |
| 2     | Reese Hoffa        | USA                     | 20,96        | 20,96          | –              | –              |                                        |
| 3     | Christian Cantwell | USA                     | 20,73        | 20,55          | 20,73          | –              |                                        |
| 4     | Marco Fortes       | Portugal                | 20,32        | 19,83          | 20,32          | 20,02          |                                        |
| 5     | Carlos Véliz       | Kuba                    | 20,24        | 20,24          | 19,79          | x              |                                        |
| 6     | Marco Schmidt      | Deutschland             | 20,06        | 20,06          | 19,96          | x              | eigentlich für das Finale qualifiziert |
| 7     | Lajos Kürthy       | Ungarn                  | 20,02        | 19,92          | 19,76          | 20,02          |                                        |
| 8     | Maxim Sidorow      | Russland                | 19,95        | 18,56          | 19,95          | x              |                                        |
| 9     | Pawel Lyschyn      | Belarus                 | 19,91        | 19,91          | x              | x              |                                        |
| 10    | Hamza Alić         | Bosnien und Herzegowina | 19,70        | 19,70          | x              | x              |                                        |
| 11    | Chang Ming-huang   | Chinesisch Taipeh       | 19,60        | 19,60          | x              | 18,98          |                                        |
| 12    | Amin Nikfar        | Iran                    | 19,18        | 18,69          | 18,95          | 19,18          |                                        |
| 13    | Milan Jovanović    | Serbien                 | 18,39        | 18,39          | x              | 18,21          |                                        |

In Qualifikationsgruppe B ausgeschiedene Kugelstoßer:

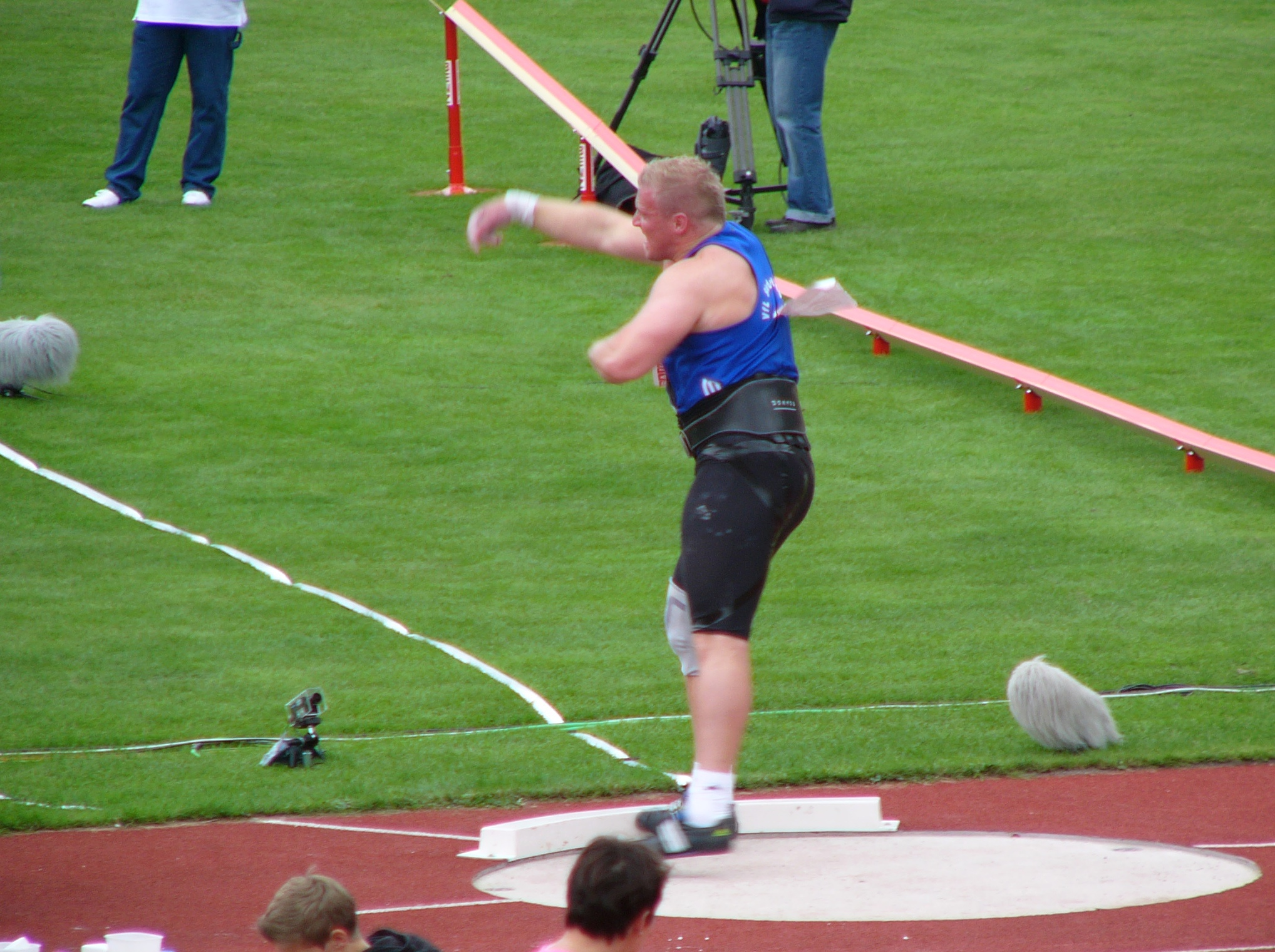
Marco Schmidt wurde durch einen gedopten Konkurrenten an der Finalteilnahme gehindert
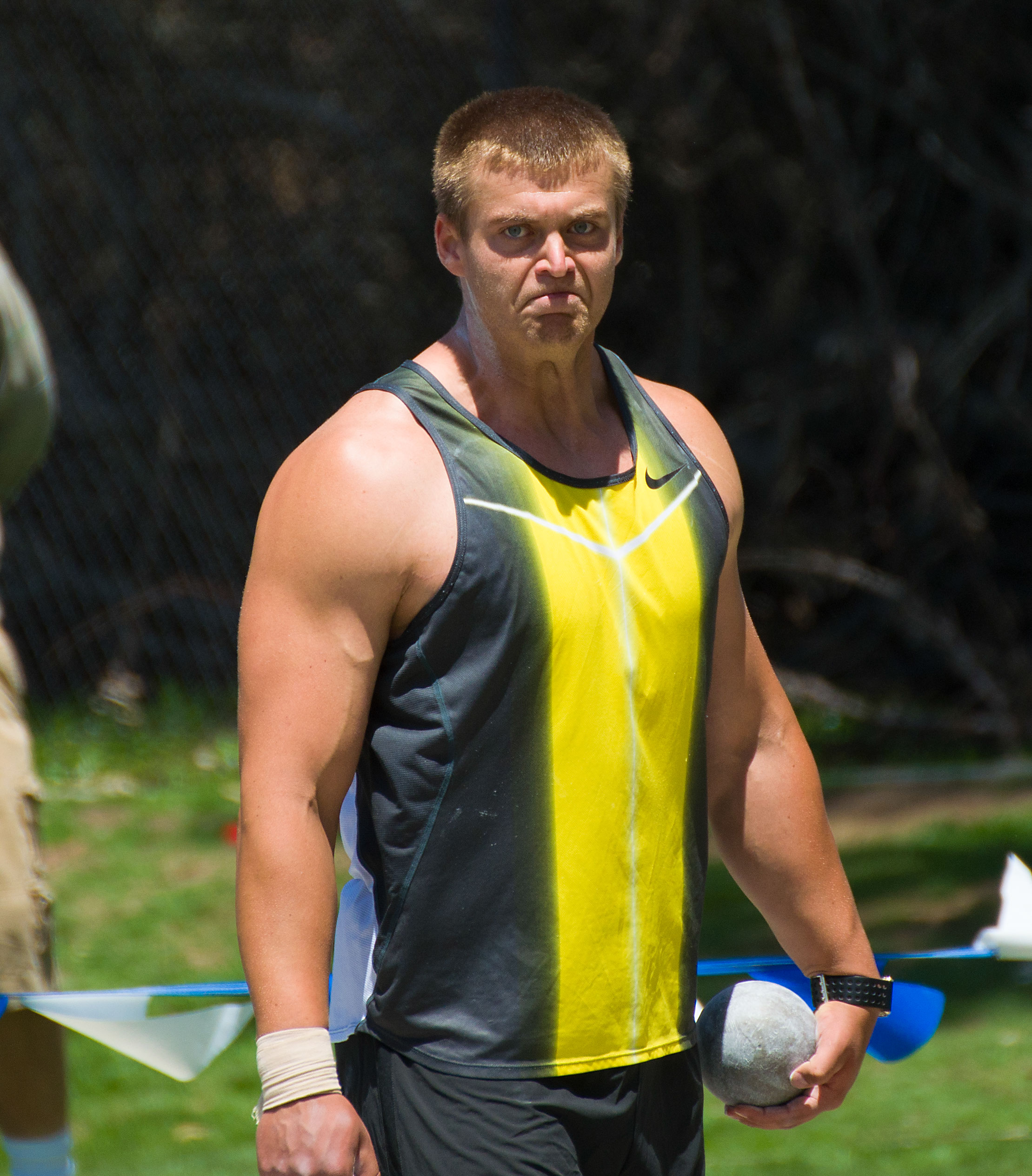
Lajos Kürthy Rang sieben mit 20,02 m
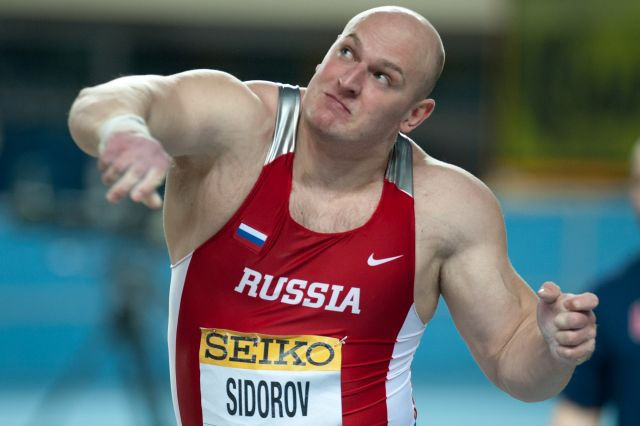
Maxim Sidorow Rang acht mit 19,95 m
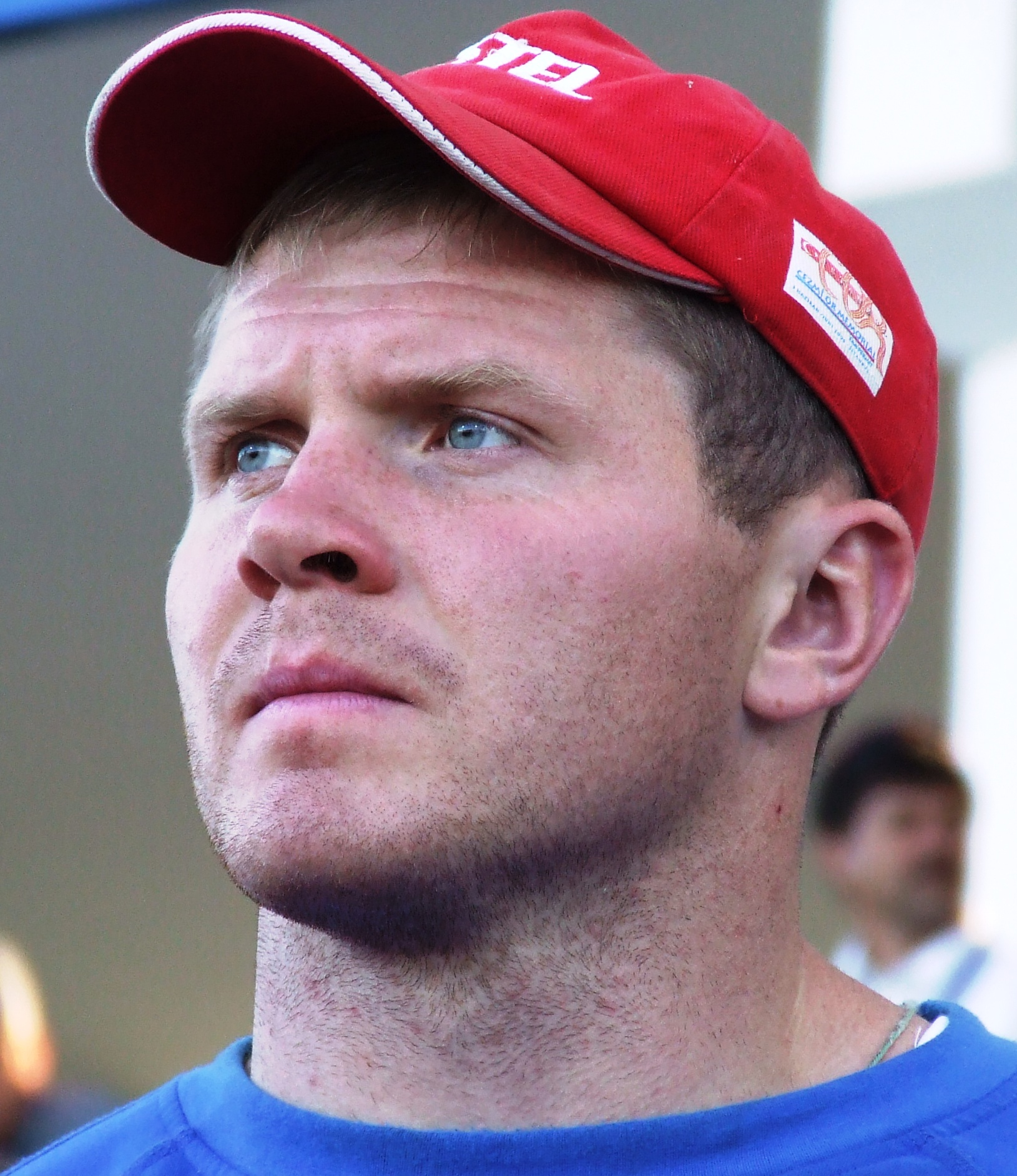
Pawel Lyschyn Rang neun mit 19,91 m

- Hamza Alić
Rang zehn mit 19,70 m
- Chang Ming-huang
Rang elf mit 19,60 m
- Amin Nikfar
Rang zwölf mit 18,69 m

## Finale
2. September 2011, 19:00 Uhr
| Platz | Name                | Nation      | Resultat (m) | 1. Versuch (m) | 2. Versuch (m) | 3. Versuch (m) | 4. Versuch (m)                                | 5. Versuch (m)                                | 6. Versuch (m)                                |
| 1     | David Storl         | Deutschland | 21,78        | x              | 21,60          | 20,82          | x                                             | x                                             | 21,78                                         |
| 2     | Dylan Armstrong     | Kanada      | 21,64        | 20,79          | 20,58          | 20,82          | 21,64                                         | 21,40                                         | x                                             |
| 3     | Christian Cantwell  | USA         | 21,36        | 20,50          | 20,73          | 20,83          | x                                             | 21,36                                         | x                                             |
| 4     | Reese Hoffa         | USA         | 20,99        | 20,90          | 20,99          | 20,97          | 20,84                                         | x                                             | x                                             |
| 5     | Marco Fortes        | Portugal    | 20,83        | 20,59          | x              | 19,36          | 20,83                                         | 20,25                                         | 20,04                                         |
| 6     | Ryan Whiting        | USA         | 20,75        | x              | 20,48          | 20,66          | 20,75                                         | x                                             | x                                             |
| 7     | Adam Nelson         | USA         | 20,29        | 20,29          | 20,14          | 19,73          | x                                             | 20,02                                         | x                                             |
| 8     | Tomasz Majewski     | Polen       | 20,18        | x              | 20,03          | 20,18          | eigentlich zu drei weiteren Stößen berechtigt | eigentlich zu drei weiteren Stößen berechtigt | eigentlich zu drei weiteren Stößen berechtigt |
| 9     | Ralf Bartels        | Deutschland | 20,14        | 20,03          | 20,14          | 20,12          | nicht im Finale der besten acht Kugelstoßer   | nicht im Finale der besten acht Kugelstoßer   | nicht im Finale der besten acht Kugelstoßer   |
| 10    | Asmir Kolašinac     | Serbien     | 19,84        | 19,84          | x              | 19,77          | nicht im Finale der besten acht Kugelstoßer   | nicht im Finale der besten acht Kugelstoßer   | nicht im Finale der besten acht Kugelstoßer   |
| 11    | Carlos Véliz        | Kuba        | 19,70        | 19,70          | x              | x              | nicht im Finale der besten acht Kugelstoßer   | nicht im Finale der besten acht Kugelstoßer   | nicht im Finale der besten acht Kugelstoßer   |
| DOP   | Andrej Michnewitsch | Belarus     | 21,40        | 20,45          | 20,49          | 21,40          | 20,72                                         | 20,64                                         | 21,37                                         |

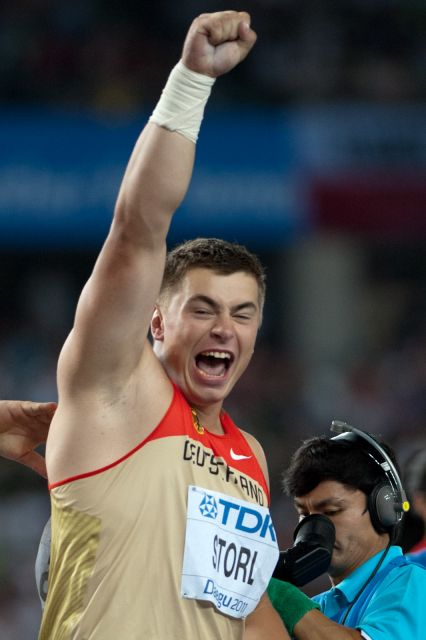
David Storl – Weltmeister mit dem letzten Stoß
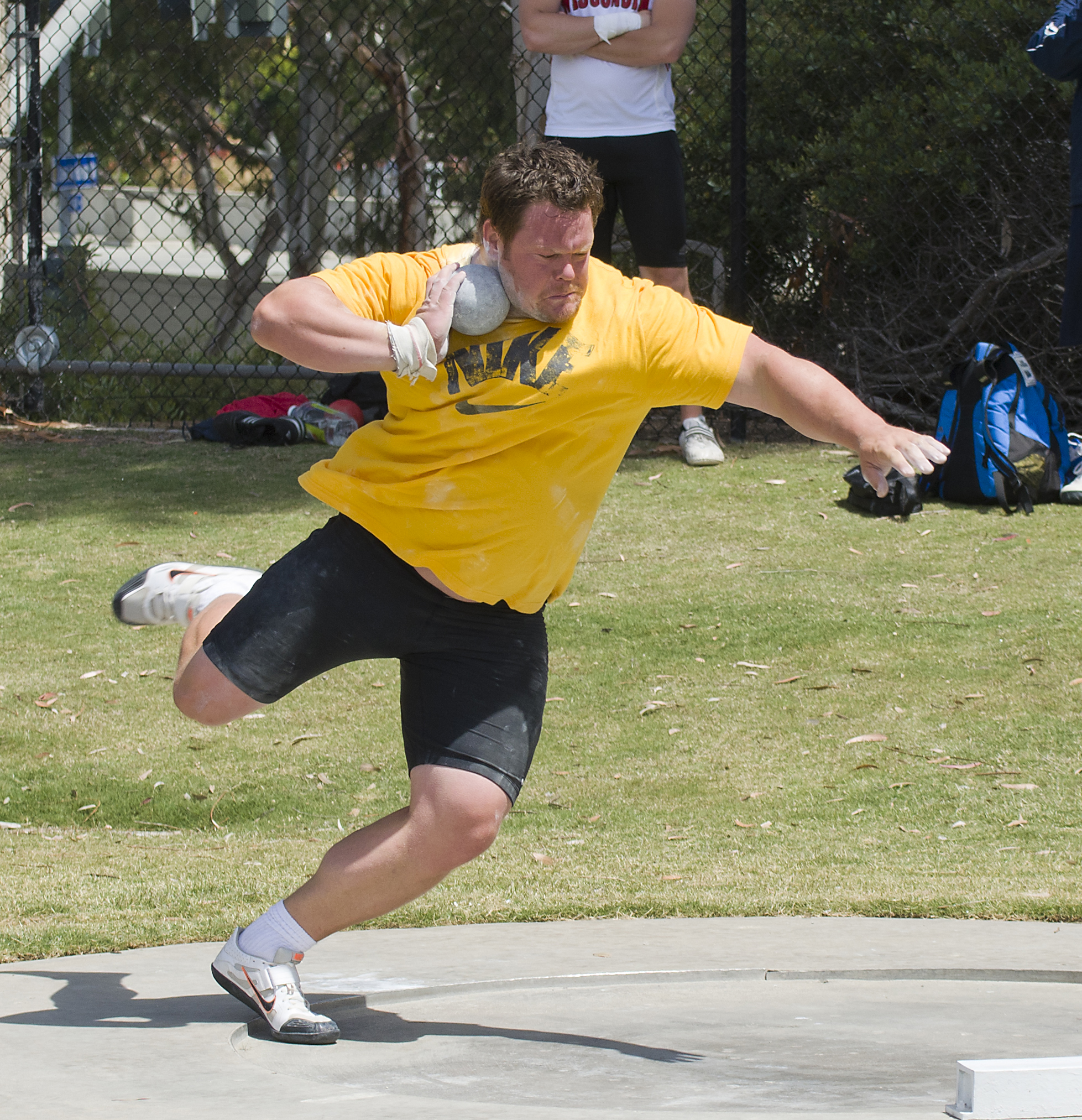
Vizeweltmeister wurde der Olympiadritte von 2008 Dylan Armstrong
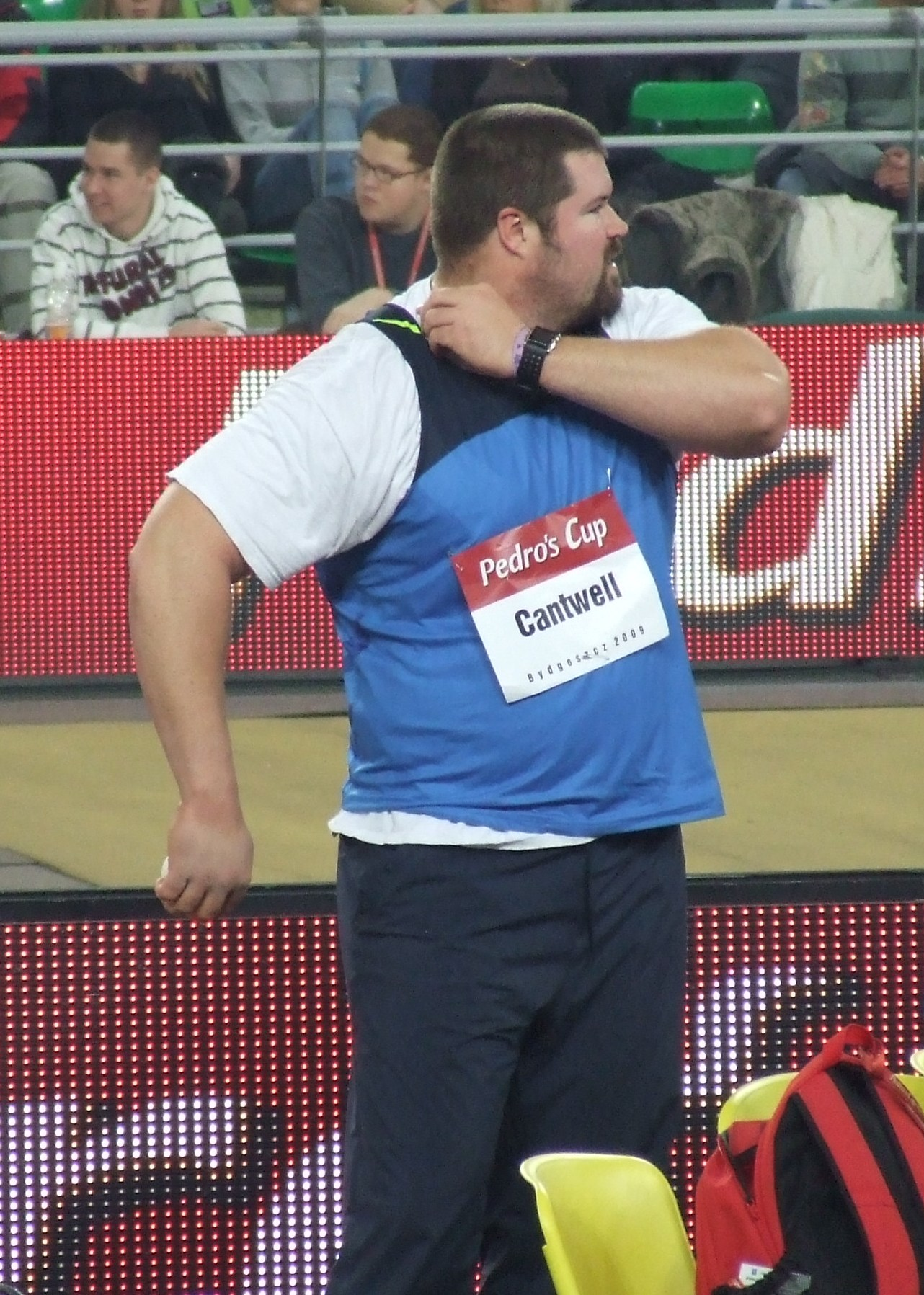
Bronze gab es für den Titelverteidiger und Olympiazweiten von 2008 Christian Cantwell

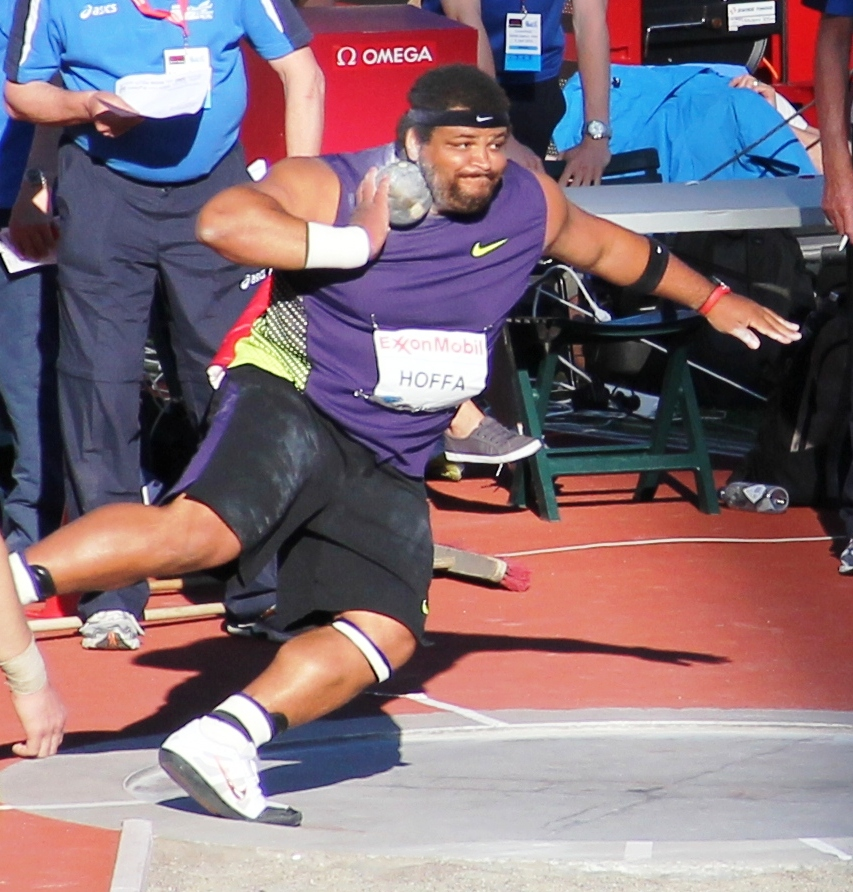
Reese Hoffa, Weltmeister von 2007, erreichte Platz vier
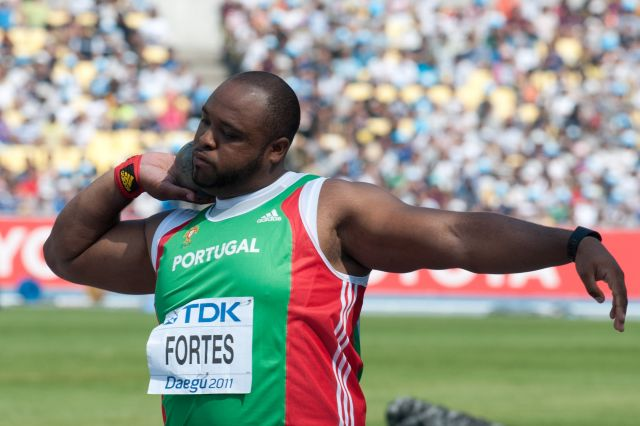
Marco Fortes belegte Rang fünf
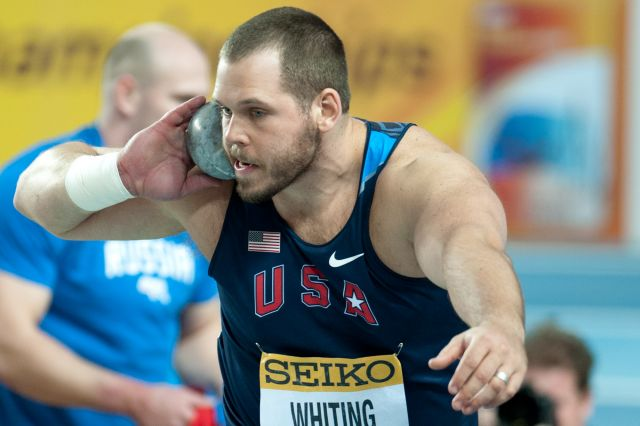
Ryan Whiting kam auf den sechsten Platz
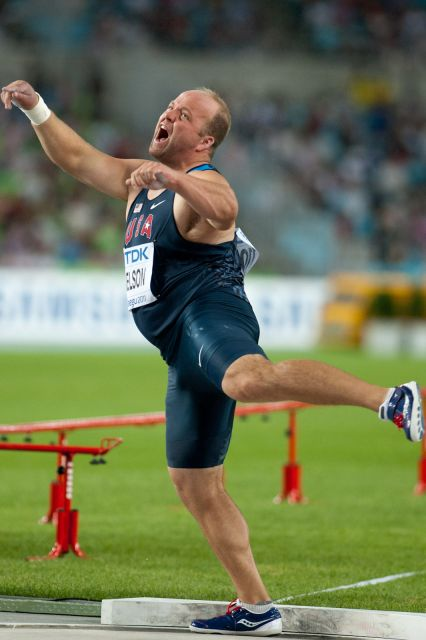
Der dreifache Vizeweltmeister (2001/2003/2007) und zweifache Olympiazweite (2000/2004) Adam Nelson wurde Siebter
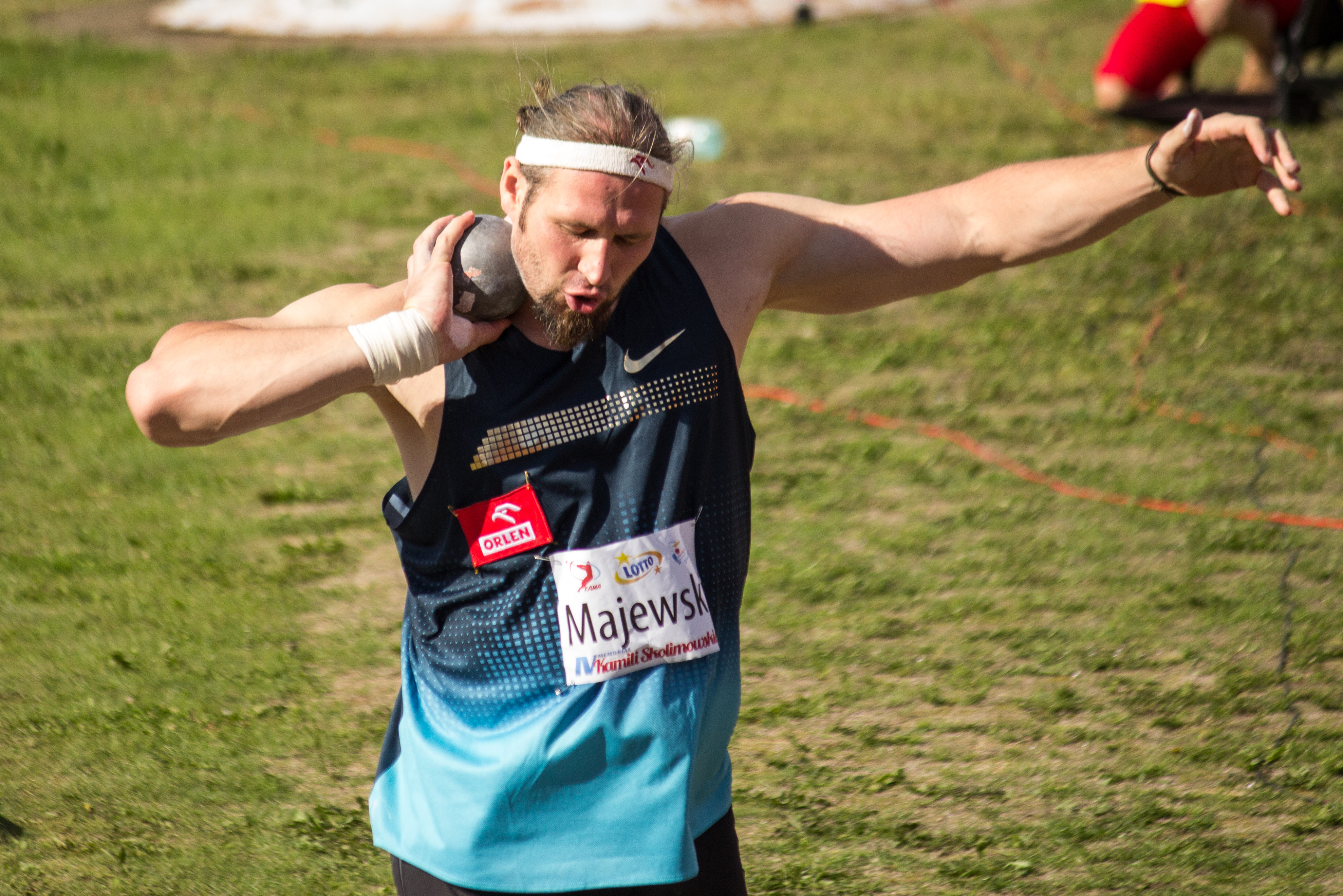
Der aktuelle Olympiasieger, Vizeweltmeister von 2009 und amtierende Europameister Tomasz Majewski musste hier mit Platz acht zufrieden sein
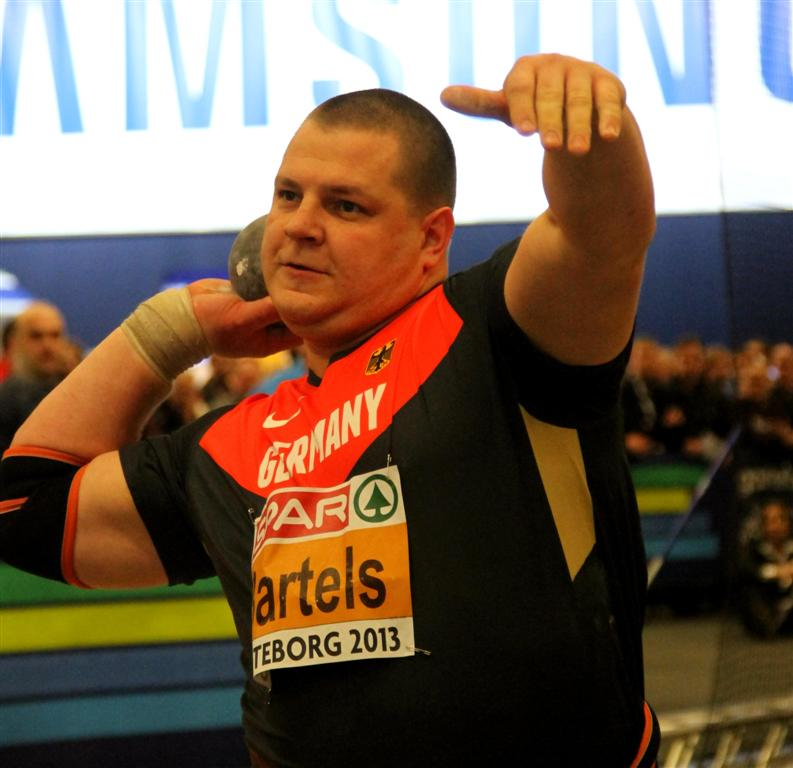
Rang neun für den zweifachen WM-Dritten (2005/2009) und Europameister von 2006 Ralf Bartels
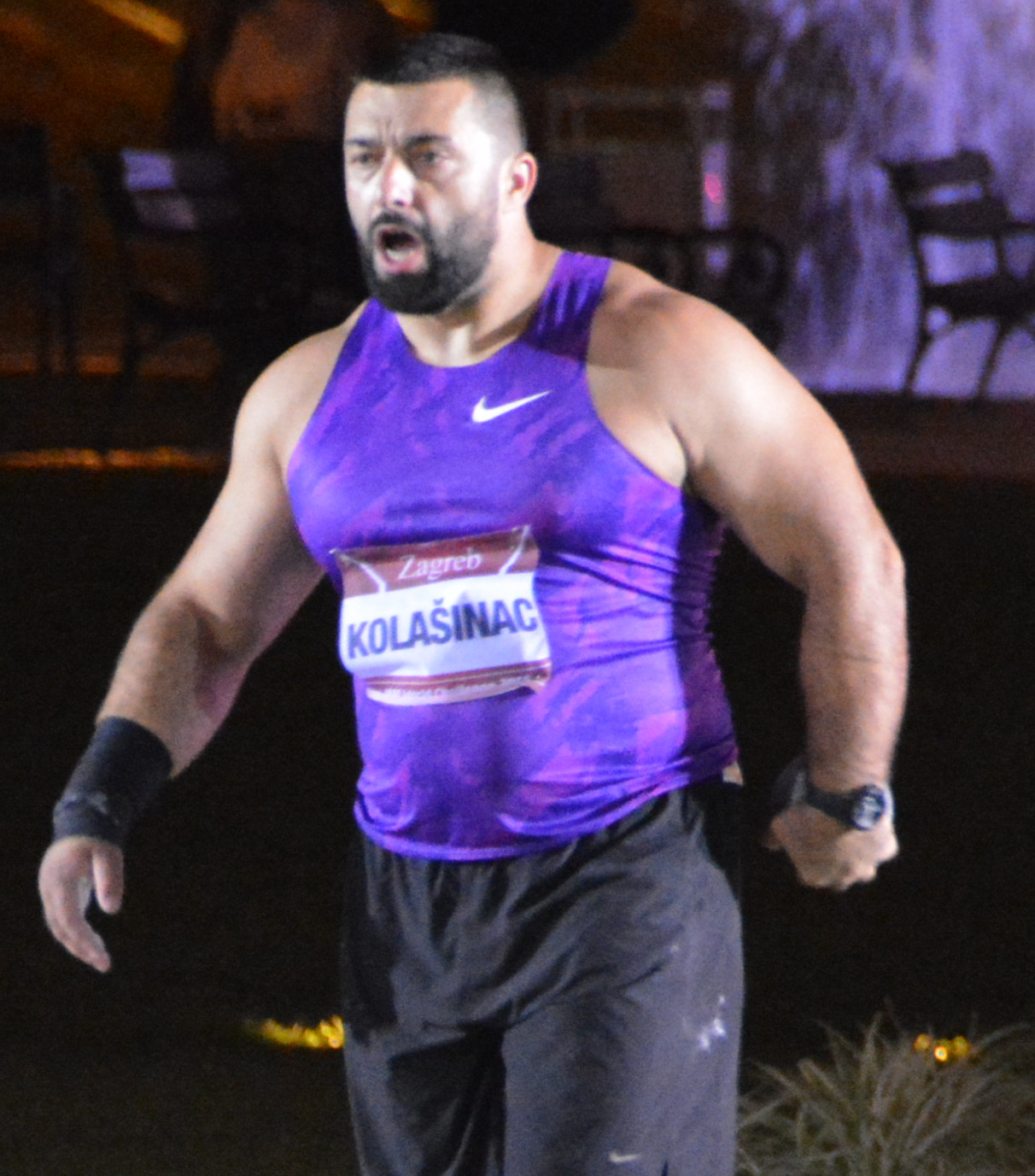
Der zehntplatzierte Asmir Kolašinac
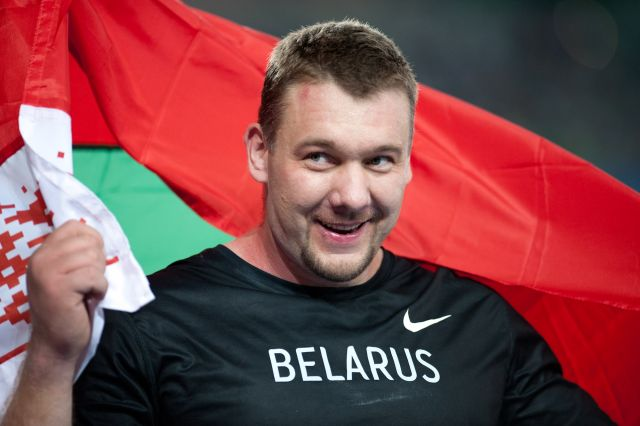
Der gedopte Andrej Michnewitsch

## Videolinks
- Daegu 2011 - Men's Shot - Finals, youtube.com, abgerufen am 30. Dezember 202
- David Storl, 21.78 en Daegu 2011. HD, youtube.com, abgerufen am 30. Dezember 2020